# Dacryopilumnus
Famille
Genre
Dacryopilumnus est un genre de crabes, le seul de la famille des Dacryopilumnidae. Il comporte deux espèces.

## Liste des espèces
- Dacryopilumnus eremita Nobili, 1906
- Dacryopilumnus rathbunae Balss, 1932

## Référence
- Nobili, 1906 : Diagnoses préliminaires de crustacés, décapodes et isopodes nouveaux recueillis par M. le Dr G. Seurat aux îles Touamotou. Bulletin du Muséum d’Histoire naturelle, Paris, ser. 1, vol. 12, n. 5, p. 256–270.
- Serène, 1984 : Crustacés Décapodes Brachyoures de l’Ocean Indien Occidental et de la Mer Rouge, Xanthoidea: Xanthidae et Trapeziidae. Faune Tropicale, vol. 24, p. 1–349.

## Sources
- Ng, Guinot & Davie, 2008 : Systema Brachyurorum: Part I. An annotated checklist of extant brachyuran crabs of the world. Raffles Bulletin of Zoology Supplement, n. 17 p. 1–286.
- De Grave & al., 2009 : A Classification of Living and Fossil Genera of Decapod Crustaceans. Raffles Bulletin of Zoology Supplement, n. 21, p. 1-109.